# 諾福鸚竺鯛
諾福鸚竺鯛，又稱諾福天竺鯛，為輻鰭魚綱鉤頭魚目天竺鯛科鸚竺鯛屬的其中一個種。

## 分布
本魚分布於西南太平洋區，包括澳洲、新喀里多尼亞、諾福克島、豪勳爵島等海域，深度可達10公尺。

## 特徵
本魚體延長而側扁，眼大，口大略下位。魚體呈銀色，背部褐色，側線明顯，尾上下葉邊緣黑色，尾柄有一個瞳孔大小黑色圓斑，背鰭硬棘7枚；背鰭軟條9枚；臀鰭硬棘2枚；臀鰭軟條8枚，體長可達15公分。

## 生態
本魚棲息於珊瑚礁區，白天躲藏洞穴中，夜間出來覓食，屬肉食性。繁殖期時，雄魚具有口孵習性，卵約7日化成仔魚，由雄魚吐出，具短暫的仔魚飄浮期。

## 經濟利用
不具任何經濟價值。